# Liophryne dentata
Liophryne dentata är en groddjursart som först beskrevs av Tyler och Menzies 1971.  Liophryne dentata ingår i släktet Liophryne och familjen Microhylidae. IUCN kategoriserar arten globalt som livskraftig. Inga underarter finns listade i Catalogue of Life.